# Teucholabis parishiana
Teucholabis parishiana är en tvåvingeart som beskrevs av Alexander 1930. Teucholabis parishiana ingår i släktet Teucholabis och familjen småharkrankar.
Artens utbredningsområde är Peru. Inga underarter finns listade i Catalogue of Life.